# Antonín Pilgram

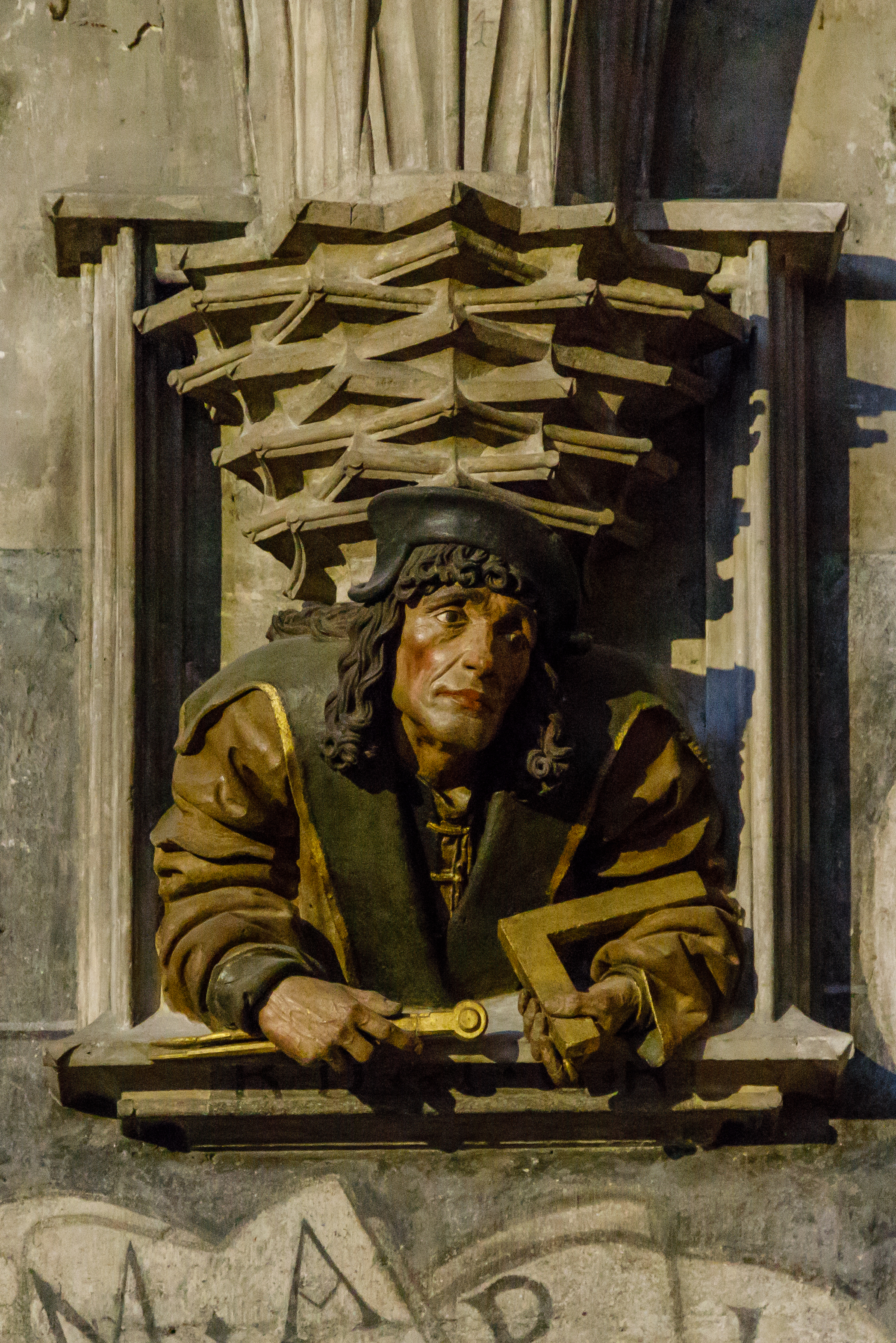
Pilgramův portrét v Dómu svatého Štěpána ve Vídni

Antonín Pilgram (kolem 1460 Brno – 1516 Vídeň), přezdívaný Mistr Anton z Brna (Magister Antoni aus Prin), byl moravsko-rakouský stavitel, sochař a architekt. Vzdělání získal ve Vídni (Svatá říše římská, nyní Rakousko) a v Heilbronnu, Rottweilu a Ohringenu (Svatá říše římská, nyní Německo), značnou část svého života pak strávil v Brně, kam se vrátil patrně roku 1495 a kde si zakoupil dům v Jánské ulici, který byl později spojen s domem v Minoritské ulici. V Brně po něm dochovala řada památek, k jeho nejznámějším dílům patří portál na Staré radnici, ke kterému se vztahuje i jedna z brněnských pověstí.

## Rané realizace
první samostatné práce realizoval ve Švábsku
- chrám sv. Jiří ve Schwieberdingenu
- kaple sv. Vavřince v Rottweilu

## Stavby v Brně
do roku 1511 působil v Brně

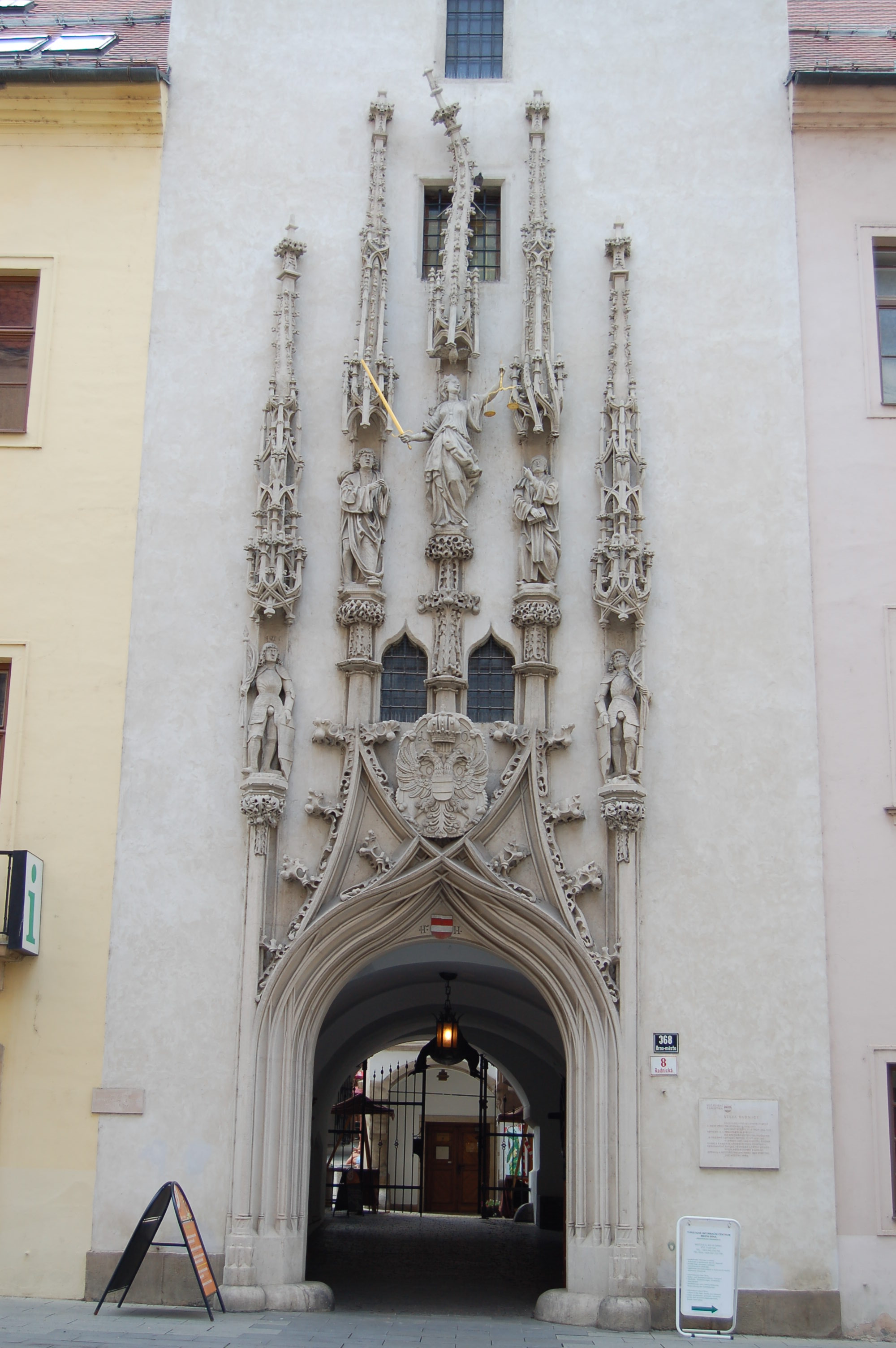
Portál Staré radnice v Brně

- participace na stavbě kostela sv. Jakuba (kolem rokem 1502) (severní chrámová loď, předsíň, sakristie)
- sochařská výzdoba Židovské brány (dokončena v rokem 1508)
- portál Staré radnice (před rokem 1511)

## Další dílo

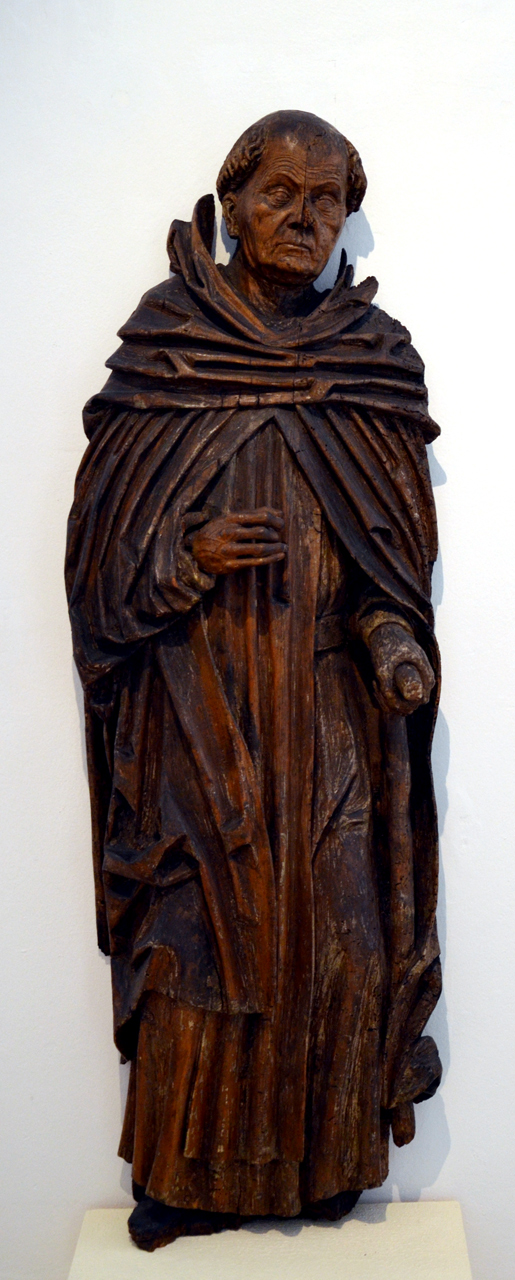
Anton Pilgram, Sv. Petr mučedník (kolem-1510)

v letech 1511–1515 vedl kamenickou huť při dómu sv. Štěpána ve Vídni
- práce na Dómu sv. Štěpána ve Vídni (po r. 1511), zde se mu často připisuje kazatelna, podle kamenické značky se na její realizaci patrně podílel, avšak návrh na ni se dnes spíše připisuje Nicolausi Gerhaertu van Leyden. Známá je hlava v okně, která se uvádí jako Pilgramův autoportrét, jeho dalším příspěvkem je patrně podnoží varhan
- řezbářské plastiky světců (uloženy v Moravské galerii)
- plastika sv. Petra mučedníka (zřejmě rovněž autoportrét)